# Karl Vossler

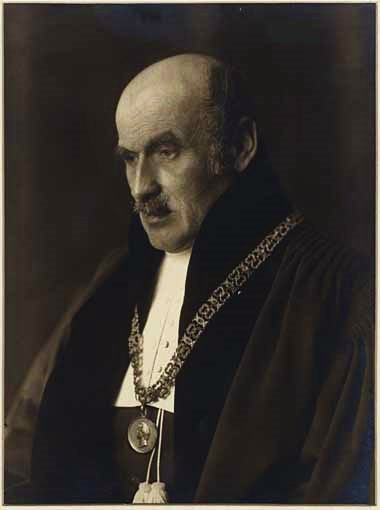
Karl Vossler, Rektor der Ludwig-Maximilians-Universität München

Karl Vossler (* 6. September 1872 in Hohenheim; † 18. Mai 1949 in München) war ein deutscher Literaturhistoriker, Danteforscher und einer der bedeutendsten Romanisten der ersten Hälfte des zwanzigsten Jahrhunderts.

## Leben
Karl Vossler war der Sohn von Otto Friedrich Vossler, Professor und Direktor der Landwirtschaftlichen Akademie Hohenheim, und seiner Frau Anna Maria, geb. Faber. Er besuchte das Humanistische Gymnasium in Ulm und studierte anschließend Germanistik und Romanistik in Tübingen, Genf, Strassburg, Rom und Heidelberg. In Tübingen wurde er 1892 Mitglied der schwarzen Akademischen Verbindung Igel, der er bis zu seinem Austritt 1931 als Alter Herr angehörte. 1897 wurde ihm in Heidelberg der Doktorgrad in Germanistik für seine Arbeit über die deutsche Ausprägung des Madrigals verliehen. Im Jahr 1900 erhielt er ebenfalls in Heidelberg die Lehrbefugnis für Romanische Philologie und 1902 die Ernennung zum Professor. Sein Mentor in Heidelberg war Fritz Neumann. 1909 übernahm er an der Universität Würzburg den Lehrstuhl für Romanistik. 1911 folgte er dem Ruf an die Ludwig-Maximilians-Universität in München, wo er bis zu seinem Lebensende blieb. Der Akademisch-Neuphilologische Verein München im WKV ernannte in ihm WS 1911/12 zu seinem Ehrenmitglied. 1926/27 und noch einmal 1946 war er Rektor.
Vossler heiratete im Jahr 1900 Ester Gräfin Gnoli (1872–1922, italienisch: Esterina Contessa Gnoli), die Tochter des italienischen Lyrikers und Literaturhistorikers Domenico Gnoli. Ihr jüngerer Sohn war der Neuzeithistoriker Otto Vossler, der – im zweisprachigen Elternhaus aufgewachsen – nach dem Tod des Vaters dessen Briefwechsel mit dem italienischen Antifaschisten Benedetto Croce übersetzte und herausgab. Der ältere Sohn Walter ist im Zweiten Weltkrieg vermisst. In zweiter Ehe ab 1923 war Karl Vossler mit Emma Auguste Thiersch, der ältesten Tochter des Architekten Friedrich von Thiersch verheiratet.
Im Ersten Weltkrieg diente Vossler als Offizier an der Front. Die von Deutschlands Kriegsgegnern verbreiteten Schuldzuweisungen veranlassten ihn 1914 zu vaterländischen Stellungnahmen. Er unterstützte sowohl das Manifest der 93, als auch die von 3000 Akademikern unterzeichnete Erklärung der Hochschullehrer des Deutschen Reiches. Die Niederlage und der Versailler Vertrag trafen ihn zwar schwer, doch blieb er der Europäer, der er durch Bildung, Freundschaften und Ehe war. Hinzu trat seine Bereitschaft, auf dem Boden der neuen Staatsordnung am kulturellen Aufbau Deutschlands mitzuwirken.
Aus seiner Ablehnung des Nationalsozialismus machte er keinen Hehl. In seiner Rede vom 15. Dezember 1922 vor Studenten zog er den Vergleich zwischen Hakenkreuz und Stacheldraht. In seine Amtszeit als Rektor 1926/27 fiel die Gleichstellung der jüdischen Studentenverbindungen und die Anordnung, bei Festlichkeiten der Universität das Schwarz-Rot-Goldene Reichsbanner zu hissen. 1930 bekannte er anknüpfend an peinigende Jugenderinnerungen an einen jüdisch-deutschen Mitschüler, der regelmäßig zum Mobbingopfer antisemitisch motivierter Misshandlungen geworden war, öffentlich:
„Für mich als Nichtjuden hat die Judenfrage nur diese einzige Beunruhigung: wie werden wir die Schande des Antisemitismus los? [...] Ihnen (den Juden) obliegt es, zu dem kulturellen Leben des deutschen Volkes, zu seiner Geschichte, zu seinen Erinnerungen und Hoffnungen das richtige Verhältnis zu finden. Mögen die Einen ganz darin aufgehen und deutsche Brüder werden: mögen andere mehr aus der Ferne damit sympathisieren, und wieder andere sich im Gegensatz dazu fühlen. Für uns, wenn wir stark, uns selbst getreu und duldsam und hochsinnig bleiben, kann aus dem allem nur Bereicherung, Hilfe und Freundschaft, oder im schlimmen Falle, Ansporn und Wettstreit und ein ehrlicher Kampf kommen. Und die munteren Gäste aus dem uralten weisheitsträchtigen Morgenland, die uns so vielfach zu fördern, so reich zu beschenken und auf allerlei Proben zu stellen gekommen sind, sollten wir, die weltoffenen, gefahrenfrohen Germanen, von uns weisen?“
1933 setzte er sich für den Verbleib seines jüdischen Kollegen Richard Hönigswald an der Münchener Universität ein.
Karl Vossler war trotz seiner republikanisch-demokratischen Gesinnung der Typ des unpolitischen Gelehrten, der in jeder Ideologie eine Gefährdung der geistigen Unabhängigkeit und eine Bedrohung der Kultur sah. Selbst die neu aufkommende Kunstsprache des Esperanto lehnte er ab, weil er in ihr Gleichmacherei und Verflachung sah. 1937 wurde er wegen seiner politischen Unzuverlässigkeit zwangsemeritiert – zwei Jahre vor dem regulären Ende seiner Laufbahn. Auch das Recht, als Emeritus weiter zu lehren, verweigerte man ihm. Seinen Wohnsitz im Maximilianeum durfte er behalten. Vossler setzte seine wissenschaftliche und publizistische Tätigkeit privat fort. Als sein Nachfolger kam 1938 der Tübinger Ordinarius Gerhard Rohlfs nach München. Auf Grund seines Ansehens in der romanischen Welt wurde Vossler 1944 zum Leiter des Deutschen Wissenschaftlichen Instituts Madrid ernannt. Er trat das Amt kriegsbedingt nicht an. Am Neuanfang der Universität nach dem Zweiten Weltkrieg war Karl Vossler als Rektor vom 1. März 1946 bis 31. August 1946 beteiligt. Nach seinem Ausscheiden hielt er am 2. November 1946 die Gedenkrede anlässlich der Enthüllung einer Gedenktafel für die Opfer des Nationalsozialismus am Eingang zur großen Aula der Universität München (heute im Lichthof der Universität, 2. Stock), unter ihnen Kurt Huber und die Studenten der Weißen Rose. Seiner Ansprache legte er ein Seneca-Zitat zugrunde: „So beweist sich die wahre Geisteshaltung, die sich auch dem Urteil anderer nicht unterwirft.“
Zu Vosslers Schülern zählen Victor Klemperer, Eugen Lerch und Werner Krauss.
Karl Vossler starb im Alter von 76 Jahren.

## Grabstätte
Die Ehrengrabstelle von Karl Vossler befindet sich auf dem Münchner Waldfriedhof (Grabnr. 210-W-22).

## Wissenschaftliches Werk
Die italienische Dichtung bildete für etliche Jahre den Schwerpunkt seines Schaffens. Seine Bearbeitungen und Übersetzungen Dantes Göttlicher Komödie gehören noch heute zu den Standardwerken. Vossler arbeitete später auch über französische Literatur und machte dann die spanische Dichtung zum Mittelpunkt seines Forschens. Die Bedeutung seiner Arbeit wurde auch noch nach seiner Emeritierung durch zahlreiche in- und ausländische Ehrungen gewürdigt. Vosslers wissenschaftliche Arbeit trug dazu bei, die Romanistik aus dem verengenden Blickwinkel des Positivismus herauszulösen und sie mit einer neuen philosophisch-ästhetischen Betrachtungsweise zum humboldtschen Bildungsideal zurückzuführen.
Sein Name ist mit dem Begriff der idealistischen Neuphilologie verbunden.

## Ehrungen
1912 Mitglied der Bayerischen Akademie der Wissenschaften

1926 Pour le Mérite (Friedensklasse)

1927 Verleihung des Titels Geheimer Rat durch die Bayerische Staatsregierung

1928 Ehrendoktor der Technischen Hochschule Dresden

1937 Mitglied der Akademien der Wissenschaften in Wien, Mailand, Madrid und Buenos Aires

1944 Ehrendoktor der Universität Madrid

1944 Ehrendoktor der Universität Coimbra

1946 Mitglied der Accademia della Crusca

1944 Großkreuz des Ordens Alfonso X el Sabio für Wissenschaft und Künste

1947 Verleihung der Goldenen Ehrenmünze der Landeshauptstadt München

1949 Ehrendoktor der Universität Halle-Wittenberg

1949 Mitglied der Deutschen Akademie der Wissenschaften zu Berlin (1946–1972)

1984 Stiftung des Karl-Vossler Preises für Literatur (bis 2002 vergeben)

## Namensgeber für Straße
Nach Karl Vossler wurde 1953 in München im Stadtteil St. Ulrich (Stadtbezirk 25 - Laim) die Vosslerstraße benannt.Lageplan

## Schriften (Auswahl)
- Das deutsche Madrigal. Geschichte seiner Entwicklung bis in die Mitte des XVIII. Jahrhunderts. Weimar 1898.
- Positivismus und Idealismus in der Sprachwissenschaft. 1904.
- Die göttliche Komödie. 4 Teile, Carl Winter, Heidelberg 1907/1910. Zweite umgearbeitete Auflage, 2 Bände, Carl Winter, Heidelberg 1925
- Italienische Literatur der Gegenwart von der Romantik zum Futurismus. Carl Winter, Heidelberg 1914 (Digitalisat).
- La Fontaine und sein Fabelwerk. Carl Winter, Heidelberg 1919.
- Dante als religiöser Dichter. Seldwyla, Bern 1921.
- Leopardi. Musarion, München 1923.
- Das heutige Italien. München 1923.
- Geist und Kultur in der Sprache. Carl Winter, Heidelberg 1925 (Digitalisat).
- Jean Racine. Hueber, München 1926 (Digitalisat).
- Politik und Geistesleben. München 1927.
- Frankreichs Kultur und Sprache. Carl Winter, Heidelberg 1929.
- Lope de Vega und sein Zeitalter. C. H. Beck, München 1932.
- Romanische Dichter. München 1936.
- Einführung in die spanische Dichtung des Goldenen Zeitalters. Conrad Behre, Hamburg 1939.
- Südliche Romania. Oldenbourg, München 1940.
- Die Poesie der Einsamkeit in Spanien. C. H. Beck, München 1940.
- Aus der romanischen Welt. 4 Bände. Koehler & Amelang, Leipzig 1940/42.
- Inés de la Cruz, Die Welt im Traum. (als Herausgeber), Leipzig 1941.
- Die göttliche Komödie. Deutsch von Karl Vossler. Atlantis Verlag, Zürich 1942
- Luis de León. Schnell & Steiner, München 1943.
- Forschung und Bildung an der Universität. München 1946.
- Lope de Vega und seine Zeit. Biederstein, München 1947.
- Humboldts Idee der Universität. München 1954.